# Macrogenioglottus
Macrogenioglottus là một chi động vật lưỡng cư trong họ Cycloramphidae, thuộc bộ Anura. Chi này có 1 loài Macrogenioglottus alipioi và không bị đe dọa tuyệt chủng.